# Scottsburg (Virginia)
Scottsburg è un comune degli Stati Uniti d'America, situato nello Stato della Virginia, nella Contea di Halifax.